# Aur colorat

Grafic ternar indicând variația culorii aliajelor de Ag–Au–Cu

Aur colorat este denumirea dată aurului care a fost tratat prin diverse tehnici care îi schimbă culoarea naturală. Aurul pur metalic are o culoare galbenă, ușor roșiatică, dar aurul poate prezenta o varietate de culori, obținute în general prin alierea lui cu diferite elemente. Aurul pur 100% (în practică, de cel puțin 99,9% puritate) este, prin definiție, de 24 de carate, așa că toate varietățile de aur colorat sunt mai puțin pure decât acesta, de obicei 18K (75%), 14K (58,5%), 10K (41,6%) sau 9K (37,5%).

## Clasificare
Varietățile de aur colorat pot fi clasificate în trei grupe:
- Aliaje realizate cu argint și cupru în variate proporții, producând aurul alb, galben, verde și roșu. Acestea sunt de obicei aliaje maleabile.
- Compuși intermetalici, producând aurul albastru și mov-violet (precum și alte culori). Aceștia sunt de obicei fragili, dar pot fi utilizați ca pietre prețioase. De exemplu, aurul violet este un intermetalic de aur-aluminiu (AuAl2) în diverse proporții.[4]
- Suprafețe finisate, precum sunt straturile de oxizi. Aurul negru este un exemplu de patină, un strat subțire rezultat din oxidarea cu compuși cu sulf și oxigen.